# 13294 Rockox
13294 Rockox este un asteroid din centura principală de asteroizi.

## Descriere
13294 Rockox este un asteroid din centura principală de asteroizi. A fost descoperit pe 25 august 1998 la Observatorul La Silla de Eric Walter Elst. Asteroidul prezintă o orbită caracterizată de o semiaxă mare de 2,26 ua, o excentricitate de 0,10 și o înclinație de 5,7° în raport cu ecliptica.